# 53 Camelopardalis
53 Camelopardalis (53 Cam / HD 65339 / HR 3106) es una estrella en la constelación de Camelopardalis, la jirafa. Se encuentra a 321 años luz del sistema solar y tiene magnitud aparente +6,02.
53 Camelopardalis es una estrella blanca de la secuencia principal de tipo espectral A2p. Es una estrella químicamente peculiar con una temperatura efectiva de 8400±150 K y una luminosidad 24,9 veces mayor que la luminosidad solar. Tiene un diámetro aproximado 2,36 veces más grande que el del Sol y su masa es de 2,07 masas solares. Su edad estimada es de 615 millones de años.
53 Camelopardalis es una variable Alfa2 Canum Venaticorum cuyo brillo oscila entre magnitud +5,95 y +6,08 en un ciclo de 8,2078 días. Estas variables, cuyo prototipo es Cor Caroli (α2 Canum Venaticorum), muestran una distribución no homogénea de elementos químicos en su superficie. En el caso concreto de 53  Camelopardalis, la distribución del hierro en superficie es compleja y no muestra una correlación obvia con la geometría del campo magnético estelar. La concentración de Fe II varía aproximadamente dos órdenes de magnitud a lo largo de su superficie, variación que no parece relacionarse con la existencia de manchas estelares ricas en hierro. Por su parte, el calcio en la superficie se concentra en un área de baja intensidad de campo magnético. En cuanto a estrella variable, 53 Camelopardalis recibe la denominación de AX Camelopardalis.
53 Camelopardalis tiene una compañera estelar, de la que nada se sabe, cuyo período orbital de 2427,0 días (6,63 años). La órbita parece ser notablemente excéntrica (ε = 0,66).